# Meliton Varlamovich Kantaria

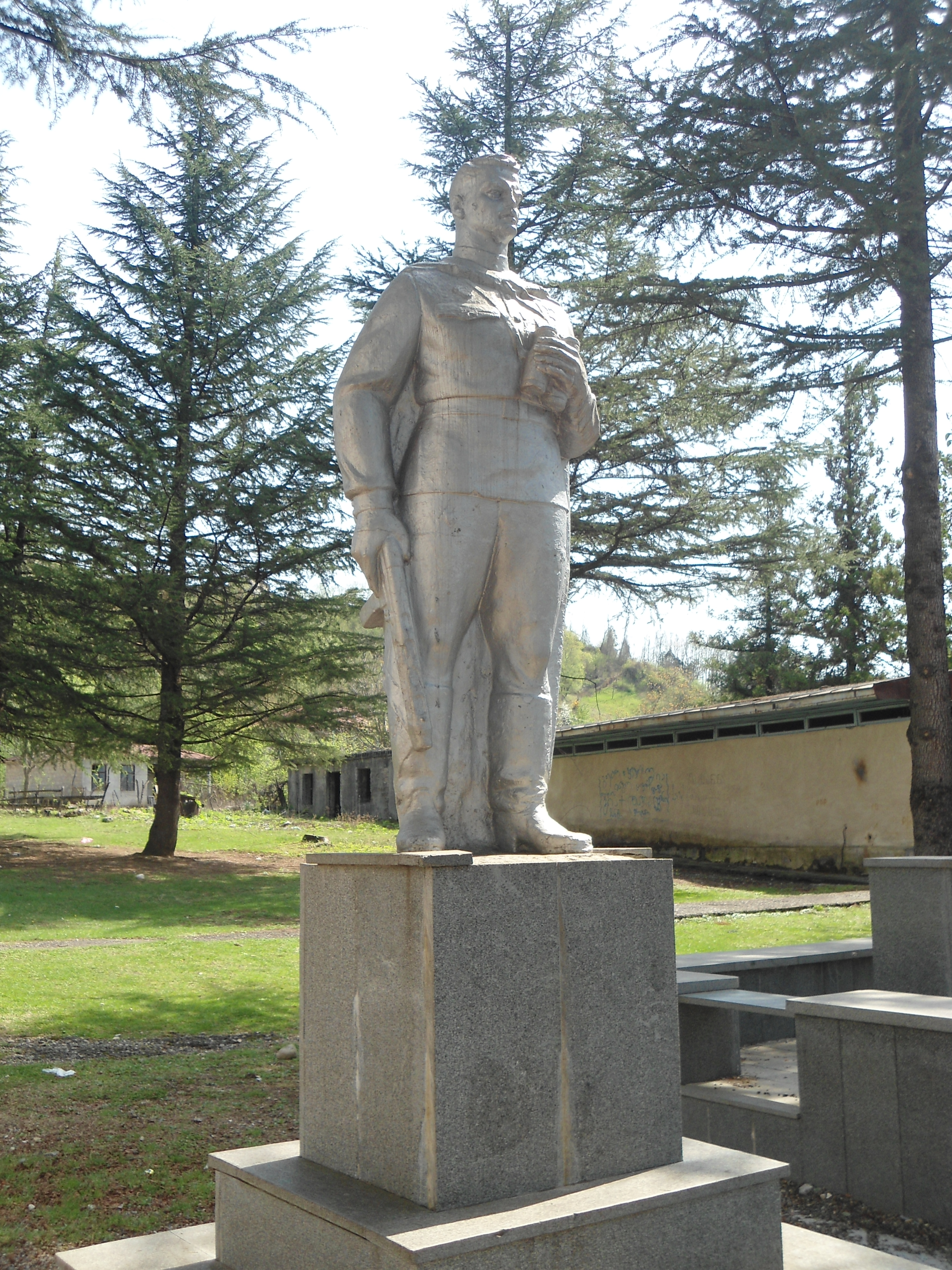
Đài tưởng niệm Meliton Kantaria tại Jvari

Meliton Kantaria cắm Lá cờ Chiến thắng trên tòa nhà Quốc hội Đức

Meliton Varlamovich Kantaria (tiếng Gruzia: მელიტონ ქანთარია, tiếng Nga: Мелитон Варламович Кантария) (5 tháng 10-1920, Jvari, Gruzia, – 27 tháng 12-1993, Moskva), được trao tặng danh hiệu Anh hùng Xô viết (8 tháng 5-1946), là một người Gruzia mang quân hàm Trung sĩ trong Quân đội Xô viết và được ghi nhận là người đã kéo Lá cờ Chiến thắng trên nóc tòa nhà Quốc hội Đức vào ngày 30 tháng 4-1945, lúc 22:40.
Sinh trong một gia đình nông dân ở thị trấn nhỏ Jvari, Gruzia, ông làm việc trong nông trang tập thể cho đến khi được động viên vào Hồng quân vào năm 1940. Trong suốt Thế chiến II, ông phục vụ trong Trung đoàn 756, Sư đoàn Bộ binh 150, thuộc Tập đoàn quân số 3 tại Phương diện quân Belarus 1. Ngày 30 tháng 4 năm 1945, ông cùng với Trung sĩ M.A. Yegorov đã cắm lá cờ Xô viết lên sau khi làm chủ được tòa nhà Quốc hội Đức Reichstag trong Trận Berlin.
Sau khi giải ngũ năm 1946, ông trở về sống ở Sukhumi (Gruzia), và làm việc bán bách hóa. Năm 1993, một năm sau khi chiến tranh ly khai xảy ra trong vùng, nhận được lời mời của nhà nước Nga, ông đã chuyển gia đình về sống ở Moskva nơi ông mất ít lâu sau vào tháng 12-1993.